# Гаро, Николай Михайлович
Николай Михайлович Гаро (род. 3 декабря 1937) — советский и российский кинодеятель, актёр.

## Биография
В 1978 году окончил экономический факультет ВГИКа. Работает в кино с 1962 года. Был директором на ряде проектов киностудии «Мосфильм». Продюсер с 1993 года. С 1995 года является генеральным директором ООО «Киностудия „Луч“».
Как актёр снялся в порядка десяти фильмах. Самая известная роль — правитель планеты Плюк Господин ПЖ в фильме Георгия Данелии «Кин-дза-дза!».

## Фильмография

### Продюсер
1. 2007 — «Агония страха», реж. Вс. Плоткин.
2. 2005 — «МУР есть МУР!-3», т/с, 8 серий, реж. Д. Брусникин.
3. 2005 — «МУР есть МУР!-2», т/с, 8 серий, реж. Д. Брусникин.
4. 2004 — «МУР есть МУР», т/с, 8 серий, реж. Д. Брусникин.
5. 2004 — «Евлампия Романова-2», т/с, 8 серий, реж. В. Морозов.
6. 2004 — «Даша Васильева-2», т/с, 15 серий, реж. И. Фостенко.
7. 2003 — «Следствие ведёт дилетант», т/с, 15 серий, реж. В. Морозов.
8. 1999 — «Старые клячи», реж. Э. Рязанов.
9. 1999 — «Тихие омуты», реж. Э. Рязанов.
10. 1997 — «Дети понедельника», реж. А. Сурикова.
11. 1996 — «Привет, дуралеи!», реж. Э. Рязанов.
12. 1994 — «Курочка Ряба», реж. А. Кончаловский.
13. 1993 — «Аляска Кид», Д. Хилл.
14. 1990 — «Чернов/Chernov», реж. Сергей Юрский.

### Директор
1. 1987 — «Чёрный монах», реж. И. Дыховичный.
2. 1986 — «Без солнца», реж. Ю. Карасик.
3. 1986 — «Кин-дза-дза!», реж. Г. Данелия.
4. 1983 — «Песочные часы», реж. С. Вронский.
5. 1982 — «Слёзы капали», реж. Г. Данелия.
6. 1979 — «Верой и правдой», реж. А. Смирнов.
7. 1974 — «Три дня в Москве», реж. А. Коренев.
8. 1972 — «Командир счастливой «Щуки»», реж. Б. Волчек.
9. 1969 — «Обвиняются в убийстве», реж. Б. Волчек.

### Актёр
| Год  |   | Название                                          | Роль                      |
| ---- | - | ------------------------------------------------- | ------------------------- |
| 1966 | ф | Кавказская пленница, или Новые приключения Шурика | шофёр авторефрижератора   |
| 1986 | ф | Кин-дза-дза!                                      | господин ПЖ               |
| 1989 | ф | Частный детектив, или Операция «Кооперация»       | кавказец, ищущий дублёнку |
| 1990 | ф | Ночь                                              | Имя персонажа не указано  |
| 1994 | ф | Курочка Ряба                                      | Имя персонажа не указано  |
| 1996 | ф | Привет, дуралеи!                                  | жених Ксении              |
| 2000 | ф | Ландыш серебристый                                | Имя персонажа не указано  |